# Asthenia
Asthenia is een geslacht van vlinders van de familie nachtpauwogen (Saturniidae), uit de onderfamilie Oxyteninae.

## Soorten
- A. amphira Druce, 1890
- A. buckleyi Druce, 1890
- A. celata Jordan, 1924
- A. diffissa Jordan, 1924
- A. fortis Jordan, 1924
- A. geometraria Felder, 1862
- A. inca Jordan, 1924
- A. lactucina Cramer, 1780
- A. melini Bryk, 1953
- A. paraensis Jordan, 1924
- A. paulina Jordan, 1924
- A. podaliriaria Westwood, 1841
- A. spinicauda Jordan, 1924
- A. stricturaria Hübner, 1825
- A. terminalis Jordan, 1924
- A. transversaria Druce, 1887
- A. tridens Jordan, 1924